# 两因素情绪理论
两因素情绪理论，沙赫特与辛格认为，对于特定的情绪来说，有两个因素是必不可少的。
1. 个体必须体验到高度的生理唤醒，如手心出汗、心率加快等。
2. 个体必须对生理的变化进行认知性的唤醒。将上述理论转化为一个工作系统，统称为情绪唤醒模型，

即情绪是由认知过程（期望）、生理状态与环境因素在大脑皮层中整合的结果。这个系统包括三个亚系统：一、对外界資訊进行知觉分析。二、在长期生活中积累对外部产生影响的内部模式，包括对过去、现在、未来的期望。三、现实情境的知觉分析与基于过去经验的认知加工间的比较系统，即认知比较器。是该模型的核心部分能够激活神经系统并与效应器官相联系。

## 支持

### 錯誤情緒歸因
Dutton和Aron在1974年做了一個橋上實驗。他們發現如果一個美麗的女士問男受試者做問卷，然後再他們電話號碼稱如果有問題就來電。唯一不同的是他們做實驗的位置，一班人在危險的索橋（suspension bridge）上，而另一班人則在安全穩定的橋上做同一樣的實驗。有趣的是，在危險索橋的人大都對該美麗的女士心跳，甚至比另一組有更大機會致電給她（50%對12.5%）。人們將自身身體反應，混合了自己對事物的感受。

## 引用來源
1. ↑  Dutton, Donald G.; Aron, Arthur P. . Journal of Personality and Social Psychology. 1974, 30 (4): 510–517. ISSN 1939-1315. doi:10.1037/h0037031.